# Franciszek Rogaczewski
Franciszek Rogaczewski (23 de diciembre de 1892 - 11 de enero de 1940) fue un sacerdote católico polaco que fue arrestado por los nazis y asesinado en el campo de concentración de Stutthof. Es considerado un mártir y fue beatificado por el papa Juan Pablo II el 13 de junio de 1999.

## Vida
Franciszek Rogaczewski nació el 23 de diciembre de 1892 en Lipinki, Kujawsko-Pomorskie, Polonia. Estudió para el sacerdocio y fue ordenado en Gdansk en 1918. Como pastor de la parroquia de Cristo Rey, fue un confesor muy reconocido y muy solicitado. Rogaczewski fue arrestado el 1 de septiembre de 1939 por los nazis por el delito de ser sacerdote. Fue torturado durante meses antes de ser asesinado a tiros el 11 de enero de 1940 mientras estaba encarcelado en el campo de concentración de Stutthof (ubicado cerca de Sztutowo, Polonia).

## Veneración
Después de su muerte, Rogaczewski fue reconocido como uno de los 108 mártires de la Segunda Guerra Mundial. Fue beatificado por el papa Juan Pablo II el 13 de junio de 1999. Su fiesta individual es el 11 de enero; también hay un memorial grupal para los 108 mártires polacos de la Segunda Guerra Mundial el 12 de junio.